# Đại học Nông nghiệp Hoa Trung

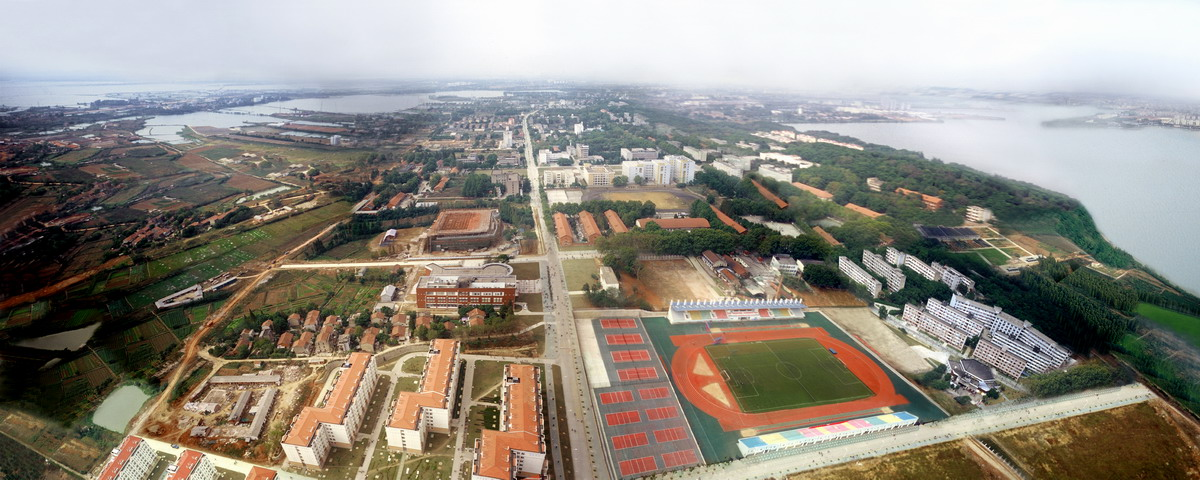
Một góc của Đại học Nông nghiệp Hoa Trung

Đại học Nông nghiệp Hoa Trung (tên tiếng Trung: 华中农业大学, （tiếng Anh: Huazhong Agricultural University hoặc Central China Agricultural University，viết tắt tiếng Anh：HZAU、HAU hoặc CCAU), viết tắt tiếng Trung "华中农大" (Hoa Trung nông đại hoặc 华农 (Hoa nông) là một trong những trường đại học nông nghiệp trọng điểm của Trung Quốc. Tiền thân là Trường Nông nghiệp Hồ Bắc, được thành lập năm 1898 bởi Trương Chi Động, tổng đốc tỉnh Hồ Quảng (Hồ Bắc) thời nhà Thanh. Đây là một trong những ngôi trường có diện tích rộng nhất với gần 500 hecta. Năm 2017, Academic Ranking of World Universities xếp hạng trường nay thứ hạng giữa 401-500 trên thế giới.

## Lịch sử
Năm 1952, Học viện Nông nghiệp Hoa Trung được thành lập bao gồm 6 khoa với sự hợp nhất của trường cao đẳng nông nghiệp Vũ Hán và trường cao đẳng Nông nghiệp Hồ Bắc. Năm 1979, Hội đồng Nhà nước phê chuẩn là trường đại học trọng điểm quốc gia, trực thuộc Bộ Nông nghiệp Trung Quốc. Năm 1985, đổi tên thành Đại học Nông nghiệp Hoa Trung. Năm 2000, chuyển từ trường đại học trực thuộc Bộ Nông nghiệp sang Bộ Giáo dục. 
Năm 2005,  tham gia vào "211 dự án trọng điểm" quốc gia.

## Tổ chức
Sứ mệnh của trường là thúc đẩy phát triển nông nghiệp, trẻ hóa đội ngũ nghiên cứu khoa học, bồi dưỡng nhân tài, phục vụ sự phát triển kinh tế và xã hội của đất nước, phục vụ nông nghiệp, nông dân và nông thôn. Tầm nhìn phát triển là xây dựng một trường đại học nghiên cứu nổi tiếng thế giới với các tính năng đặc biệt và đẳng cấp.
Trường bao gồm 18 viện đào tạo, 60 chuyên ngành bậc đại học, 27 chuyên ngành thạc sĩ, 15 chuyên ngành tiến sĩ, và 13 chương trình nghiên cứu sau tiến sĩ. Tổng cộng 26.196 sinh viên toàn thời gian, bao gồm 18.763 sinh viên đại học và 7.433 sinh viên sau đại học. 
Trường bao gồm 2632 nhân viên, trong đó 1.528 giảng viên chính và 385 giáo sư. 1 học giả của Viện Hàn lâm Khoa học Trung Quốc, 3 học giả của Học viện Khoa học Trung Quốc, 2 học giả của Học viện Khoa học Thế giới thứ ba.
Bao gồm 6 phòng thí nghiệm trọng điểm quốc gia, 4 trung tâm nghiên cứu và phát triển cấp quốc gia, 19 phòng thí nghiệm trọng điểm cấp tỉnh và cấp bộ, 24 trung tâm nghiên cứu và phát triển cấp tỉnh và cấp bộ, và 2 cơ sở nghiên cứu khoa học xã hội và nhân văn cấp tỉnh.
Đại học Nông nghiệp Hoa Trung đã thiết lập mối quan hệ trao đổi và hợp tác với hơn 150 tổ chức của 40 quốc gia và khu vực như Hoa Kỳ, Canada, Nga, Thụy Điển, Anh và Pháp, xây dựng các chương trình đào tạo chung với nhiều trường đại học nước ngoài. Ngoài ra, Đại học Nông nghiệp Hoa Trung cũng đã thiết lập các chương trình hợp tác với 20 tổ chức quốc tế và các tổ chức đã phát triển.
Học bổng chương trình thạc sĩ và tiến sỹ dành cho sinh viên quốc tế:
1. Học bổng chính phủ Trung Quốc
2. Học bổng trường Đại học Nông nghiệp Hoa Trung

### Xếp hạng
Năm 2017, Academic Ranking of World Universities xếp hạng trường nay thứ hạng giữa 401-500 trên thế giới